# Rustenhart
Rustenhart [ʁystənaʁt] est une commune française située dans la circonscription administrative du Haut-Rhin et, depuis le 1er janvier 2021, dans le territoire de la Collectivité européenne d'Alsace, en région Grand Est.
Cette commune se trouve dans la région historique et culturelle d'Alsace.

## Géographie

### Localisation
Rustenhart est située dans la plaine d'Alsace à mi-chemin entre Ensisheim (à 13 km) et Neuf-Brisach (à 12 km) au carrefour des routes départementales no 2 (Ensisheim - Neuf-Brisach) et no 18 bis (Balgau - Rouffach). Mulhouse et Colmar sont à 25 km et les transports collectifs, par car, sont assurés par la ligne Fessenheim-Colmar, gérée par le département du Haut-Rhin.
| Oberhergheim | Dessenheim | Heiteren  |
| Niederentzen | Rustenhart | Nambsheim |
| Hirtzfelden  |            | Balgau    |

### Hydrographie

#### Réseau hydrographique
La commune est dans le bassin versant du Rhin au sein du bassin Rhin-Meuse. Elle est drainée par le canal du Rhône au Rhin, le canal d'Irrigation de la Hardt et le canal d'Irrigation de Nambsheim,,.
Le canal du Rhône au Rhin est un canal français qui relie la Saône, affluent navigable du Rhône, au Rhin, par la vallée du Doubs et son prolongement en Haute Alsace jusqu'à Niffer sur le Rhin, un autre prolongement rejoignant Strasbourg par la canalisation de l'Ill. La commune est sur la section qui relie Valdieu-Lutran à Saint-Symphorien-sur-Saône. Cette section du canal, déclassée depuis 1966 entre Kunheim et Mulhouse, offre une ripisylve intéressante tant du point de vue paysager que pour la faune qu'elle héberge ou nourrit. À l'est, la commune est également traversée par le canal de la Hardt qui est un fossé d'irrigation de moindre intérêt écologique.
Le canal d'irrigation de la Hardt, d'une longueur de 30 km, est un canal, chenal non navigable qui relie la commune de Hombourg à Algolsheim, où il se jette dans le canal du Rhône au Rhin. 

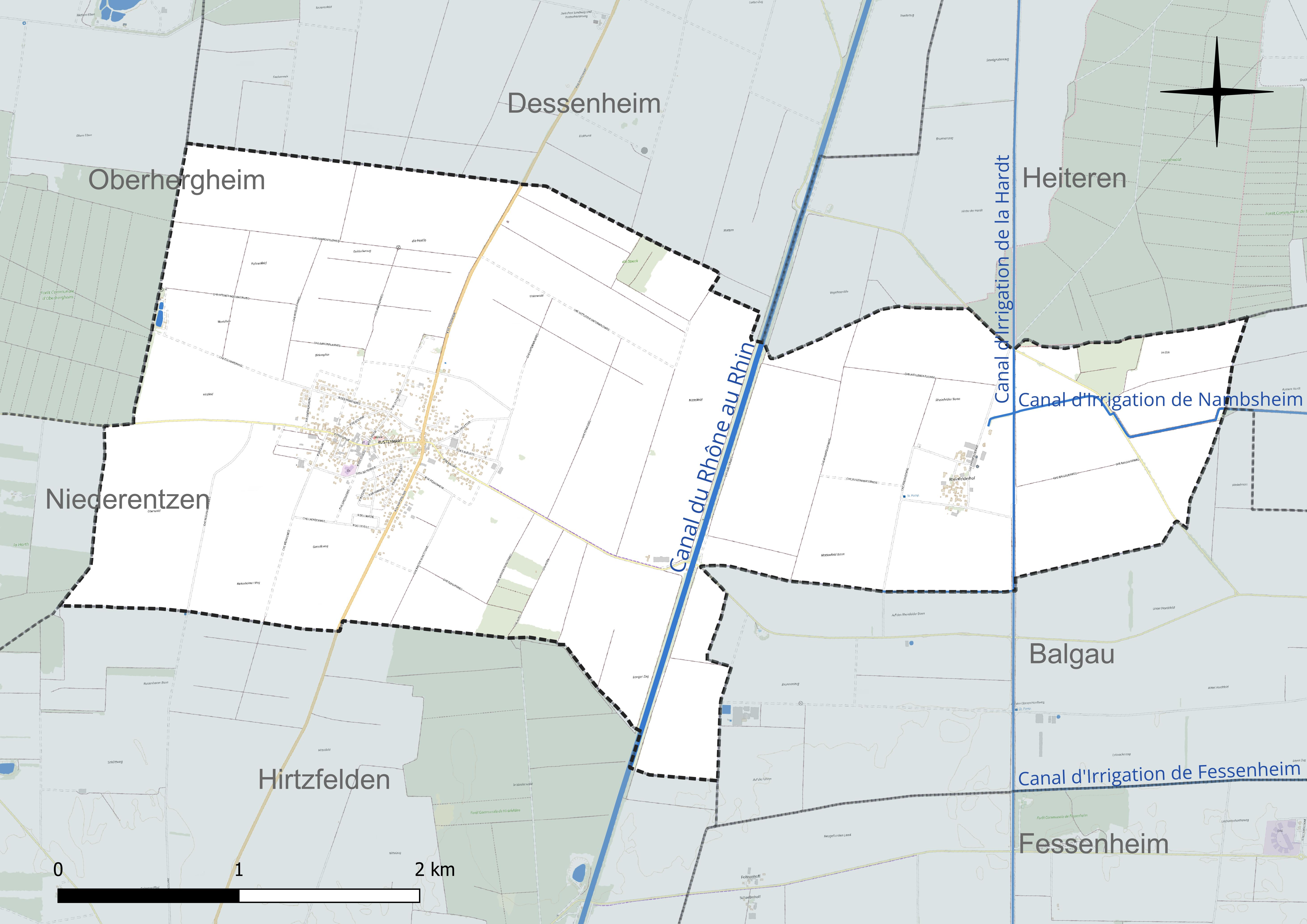
Réseau hydrographique de Rustenhart.

#### Gestion et qualité des eaux
Le territoire communal est couvert par le schéma d'aménagement et de gestion des eaux (SAGE) « Ill Nappe Rhin ». Ce document de planification concerne la nappe phréatique rhénane, les cours d'eau de la plaine d'Alsace et du piémont oriental du Sundgau, les canaux situés entre l'Ill et le Rhin et les zones humides de la plaine d'Alsace. Le périmètre s’étend sur 3 596 km2. Il a été approuvé le 17 janvier 2005. La structure porteuse de l'élaboration et de la mise en œuvre est la région Grand Est. 
La qualité des cours d’eau peut être consultée sur un site dédié géré par les agences de l’eau et l’Agence française pour la biodiversité. 

### Climat
Pour des articles plus généraux, voir Climat du Grand Est et Climat du Haut-Rhin.
En 2010, le climat de la commune est de type climat océanique altéré, selon une étude du Centre national de la recherche scientifique s'appuyant sur une série de données couvrant la période 1971-2000. En 2020, Météo-France publie une typologie des climats de la France métropolitaine dans laquelle la commune est exposée à un climat semi-continental et est dans la région climatique  Alsace, caractérisée par une pluviométrie faible, particulièrement en automne et en hiver, un été chaud et bien ensoleillé, une humidité de l’air basse au printemps et en été, des vents faibles et des brouillards fréquents en automne (25 à 30 jours). 
Pour la période 1971-2000, la température annuelle moyenne est de 10,5 °C, avec une amplitude thermique annuelle de 17,8 °C. Le cumul annuel moyen de précipitations est de 596 mm, avec 8 jours de précipitations en janvier et 9 jours en juillet. Pour la période 1991-2020, la température moyenne annuelle observée sur la station météorologique de Météo-France la plus proche, « Colmar-Meyenheim », sur la commune de Meyenheim à 8 km à vol d'oiseau, est de 11,3 °C et le cumul annuel moyen de précipitations est de 595,0 mm. 
La température maximale relevée sur cette station est de 40,9 °C, atteinte le 13 août 2003 ; la température minimale est de −24,8 °C, atteinte le 27 février 1986,,. 
Les paramètres climatiques de la commune ont été estimés pour le milieu du siècle (2041-2070) selon différents scénarios d'émission de gaz à effet de serre à partir des nouvelles projections climatiques de référence DRIAS-2020. Ils sont consultables sur un site dédié publié par Météo-France en novembre 2022.

## Urbanisme

### Typologie
Au 1er janvier 2024, Rustenhart est catégorisée commune rurale à habitat dispersé, selon la nouvelle grille communale de densité à sept niveaux définie par l'Insee en 2022.
Elle est située hors unité urbaine et hors attraction des villes,.

### Occupation des sols
L'occupation des sols de la commune, telle qu'elle ressort de la base de données européenne d’occupation biophysique des sols Corine Land Cover (CLC), est marquée par l'importance des territoires agricoles (94,1 % en 2018), une proportion sensiblement équivalente à celle de 1990 (94,5 %). La répartition détaillée en 2018 est la suivante : 
terres arables (94,1 %), zones urbanisées (4 %), forêts (1,9 %). L'évolution de l’occupation des sols de la commune et de ses infrastructures peut être observée sur les différentes représentations cartographiques du territoire : la carte de Cassini (XVIIIe siècle), la carte d'état-major (1820-1866) et les cartes ou photos aériennes de l'IGN pour la période actuelle (1950 à aujourd'hui).

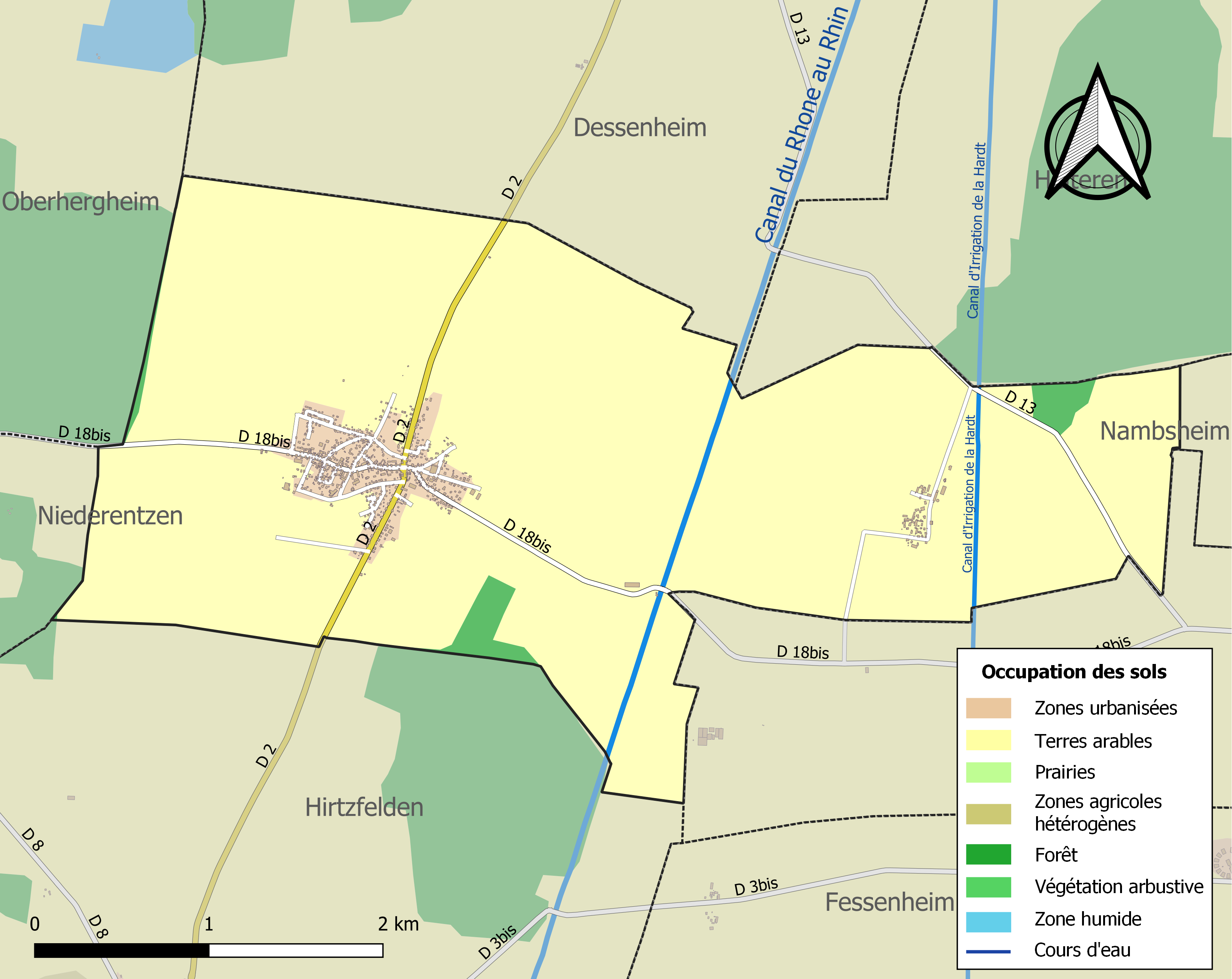
Carte des infrastructures et de l'occupation des sols de la commune en 2018 (CLC).

Le paysage est dominé par les terres agricoles essentiellement vouées à la culture du maïs ; les champs occupent plus de 92 % de la surface communale. Au XIXe siècle, on pouvait encore trouver quelques parcelles de vignes, remplacées jusque dans les années 1960 par des vergers. Des zones particulièrement sensibles du point de vue écologique sont concernées par différentes mesures environnementales (Zone d'intérêt communautaire pour la conservation des oiseaux (ZICO) et inventaire Natura 2000) en raison de la présence notamment du pic noir, du milan royal, du pic cendré et de clairières sèches en bordure des petites forêts de la commune.

### Lieux-dits, hameaux et écarts
La commune comprend également le hameau de Rheinfelderhof constitué au XIXe siècle par une communauté d'anabaptistes de confession mennonite dont les membres répondent principalement au nom de famille « Peterschmitt ». Dans ce hameau, Limagrain exploite une station de recherche majoritairement dans le domaine du maïs.

### Logement
À Rustenhart, les maisons sont relativement récentes puisque 15 % des logements a été construit après 1949. On constate une forte augmentation de la construction, de type pavillonnaire, depuis 25 ans (40 % du parc des logements date d'après 1982). La quasi-totalité de l'habitat est individuel et près de 9 occupants sur 10 sont propriétaires de leur maison.

## Histoire

### Moyen Âge
L’emplacement de Rustenhart est occupé au Moyen Âge par un autre village appelé Rueschheim. Celui-ci est cité pour la première fois en 1040, puis est encore évoqué en 1250 et 1303 avant d’être mentionné pour la dernière fois en 1341. À l’instar de nombreux autres petits villages d’Alsace, Rueschheim disparaît probablement au XVe siècle, victime de la crise économique qui touche les campagnes et incite de nombreux paysans à déménager en ville dans une forme précoce d’exode rural. 

### Temps modernes
Au début des années 1690, les terres où se trouvaient Rueschheim appartiennent aux seigneurs de Ribeaupierre. Ceux-ci sont sollicités par Victor Zollinger, un habitant du Sundgau d’origine suisse, qui leur demande l’autorisation de les défricher et d’y construire un village. La charte fondatrice est signée en février 1692 et autorise la construction de trente métairies, soit autant de familles, qui sont recrutées dans le Sundgau par Zollinger. Les nouveaux habitants arrivent en mars et prêtent serment en août. Le village reste un temps dépendant de Hirtzfelden, notamment pour la vie religieuse, une église n’étant consacrée à Rustenhart que plusieurs années plus tard.

## Politique et administration
| Période                                  | Période                      | Identité                                        | Étiquette | Qualité |
| ---------------------------------------- | ---------------------------- | ----------------------------------------------- | --------- | ------- |
| mars 2001                                | mars 2008                    | Raymond Kuhn                                    |           |         |
| mars 2008                                | mars 2014                    | Agnès Kieffer                                   |           |         |
| mars 2014                                | juin 2018                    | Mario Hegy                                      |           |         |
| juin 2018                                | En cours (au 3 juillet 2020) | Frédéric Giudici Réélu pour le mandat 2020-2026 |           |         |
| Les données manquantes sont à compléter. |                              |                                                 |           |         |

## Équipements et services publics
La commune dispose d'une école maternelle et primaire. En revanche, les élèves doivent se rendre au collège de Fessenheim et à Colmar ou Guebwiller pour le lycée. Les principaux services médicaux de proximité se trouvent dans un rayon de 10 km autour de Rustenhart.

## Population et société

### Démographie
L'évolution du nombre d'habitants est connue à travers les recensements de la population effectués dans la commune depuis 1793. Pour les communes de moins de 10 000 habitants, une enquête de recensement portant sur toute la population est réalisée tous les cinq ans, les populations de référence des années intermédiaires étant quant à elles estimées par interpolation ou extrapolation. Pour la commune, le premier recensement exhaustif entrant dans le cadre du nouveau dispositif a été réalisé en 2004.

En 2022, la commune comptait 964 habitants, en évolution de +14,22 % par rapport à 2016 (Haut-Rhin : +0,66 %, France hors Mayotte : +2,11 %).
| 1793 | 1800 | 1806 | 1821 | 1831 | 1836 | 1841 | 1846 | 1851 |
| ---- | ---- | ---- | ---- | ---- | ---- | ---- | ---- | ---- |
| 325  | 335  | 366  | 386  | 490  | 553  | 588  | 644  | 637  |

| 1856 | 1861 | 1866 | 1871 | 1875 | 1880 | 1885 | 1890 | 1895 |
| ---- | ---- | ---- | ---- | ---- | ---- | ---- | ---- | ---- |
| 656  | 701  | 703  | 706  | 662  | 733  | 650  | 659  | 611  |

| 1900 | 1905 | 1910 | 1921 | 1926 | 1931 | 1936 | 1946 | 1954 |
| ---- | ---- | ---- | ---- | ---- | ---- | ---- | ---- | ---- |
| 605  | 608  | 601  | 555  | 519  | 539  | 526  | 526  | 533  |

| 1962 | 1968 | 1975 | 1982 | 1990 | 1999 | 2004 | 2006 | 2009 |
| ---- | ---- | ---- | ---- | ---- | ---- | ---- | ---- | ---- |
| 553  | 587  | 589  | 587  | 665  | 759  | 778  | 760  | 821  |

| 2014 | 2019 | 2022 | - | - | - | - | - | - |
| ---- | ---- | ---- | - | - | - | - | - | - |
| 825  | 888  | 964  | - | - | - | - | - | - |

## Économie
L'activité économique principale reste l'agriculture avec des caractéristiques communes à l'ensemble des communes rurales de la plaine d'Alsace, à savoir une diminution du nombre d'exploitations et une augmentation de leur taille moyenne. Ce secteur d'activité absorbe l'essentiel de la population active travaillant dans la commune et est expliquée par l'absence d'autres pourvoyeurs d'emplois hormis une entreprise de construction et un commerce de proximité.
Proche de la frontière allemande (via Neuf-Brisach), nombre de salariés vont travailler sur le bassin d'emploi de Fribourg-en-Brisgau. Les autres salariés travaillant hors de la commune se répartissent sur les pôles d'emploi de Colmar et de Mulhouse. La faiblesse de l'emploi offert sur Rustenhart conjugué à la proximité des pôles d'emploi accessibles facilement contribuent à faire de la commune essentiellement un lieu de résidence de ménages actifs.

## Culture locale et patrimoine

### Lieux et monuments

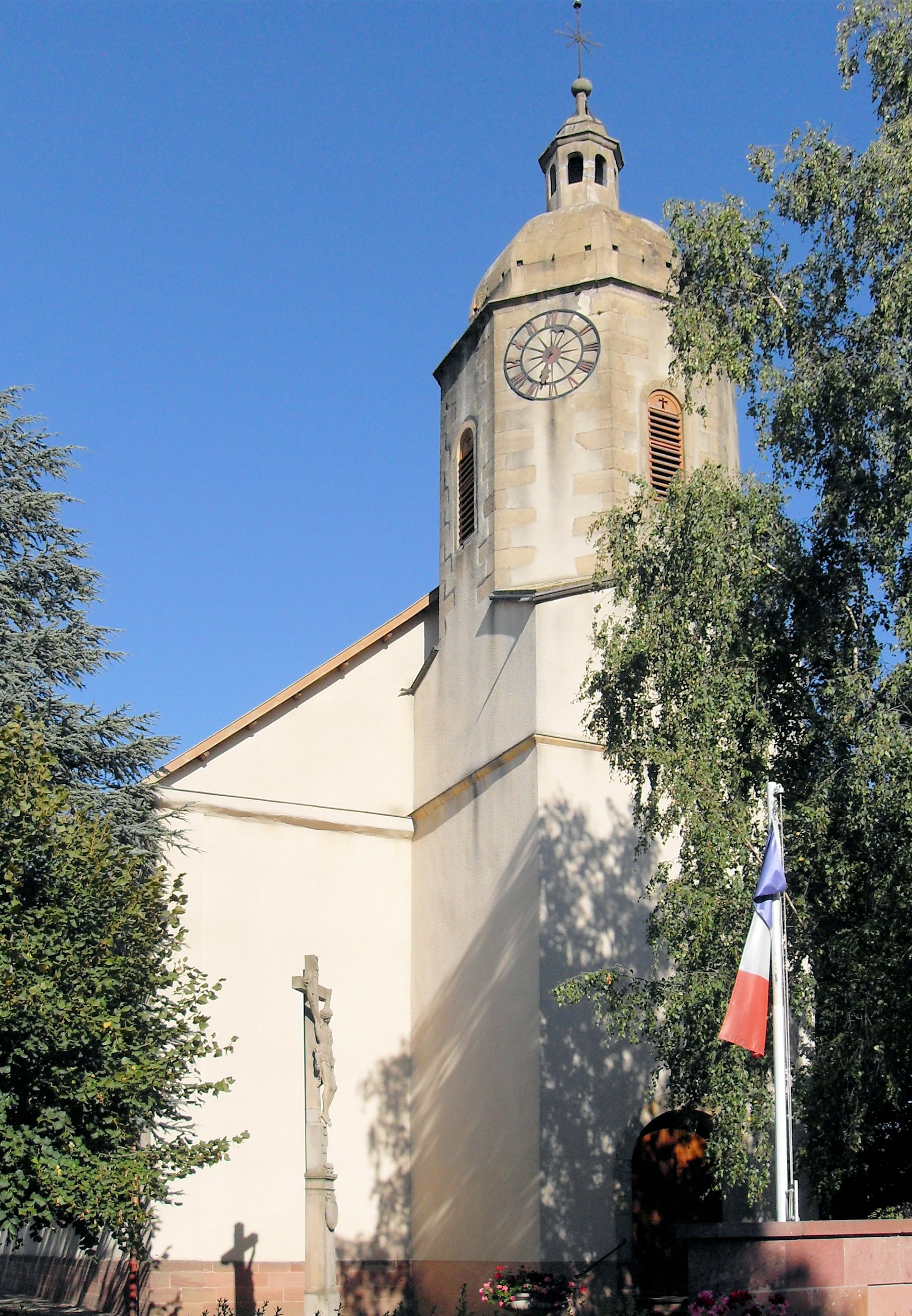
L'église Saint-Barthélemy.

L’église Saint-Barthélémy est consacrée en 1698 et le chœur achevé en 1704. La sacristie et la tour le furent entre 1709 et 1712. Le clocher de la fin du 17e siècle est construit sur un plan carré pour se transformer en octogone. La coupole et la lanterne sont en pierre de taille. L'ancienne nef fera place en 1859 à une nef plus large. Le premier curé, Rodolphe Higelin, originaire de Guebwiller, fut installé en octobre 1701. C'est lui qui fit ériger le chœur de l'édifice. Il exhuma des ruines de l'ancienne église la pierre tombale d'un chevalier portant la date de 1419. Décédé en 1709, il fut enterré sous cette pierre au milieu de l'église. Cette pierre se trouve actuellement sur le côté de la nef. Le 20 octobre 1715, l'église fut dédiée à l'apôtre Barthélémy.
L'orgue a été construit par Valentin Rickenbach II (1831-1870). Devant l'église se trouve la pierre tombale de Jean-Baptiste Cousy, curé de Rustenhart de 1885 à 1899.
Trois croix dites de chemins et représentant le Christ crucifié se trouvent sur le territoire de la commune. La croix située devant l'église date de 1748. Elle fut restaurée en 1794. On peut y lire l'épitaphe du dernier prévôt de Rustenhart, Philpp Elsser né en 1748, décédé en 1794. Cette croix était édifiée sur l'ancien cimetière. Une autre croix se trouve rue d'Oberhergheim. On peut y lire l'inscription "CRUX AVE". Elle daterait du début du 19e siècle. Quant à la croix qui se trouve dans l'enceinte du cimetière, on peut y lire qu'elle a été érigée à la demande de Catherine Hassenfratz née en 1903. Elle porte les dates "Mission" 1922, 1933-1952.
Rue de la chapelle, on peut voir un oratoire datant de la première moitié du 19e siècle représentant le Christ en croix.

### Héraldique, logotype et devise
| Blason de Rustenhart | Les armes de Rustenhart se blasonnent ainsi : « Fascé d'argent et d'azur à l'étoile de six rais d'or brochant sur le tout. » |